# マルク・リブー

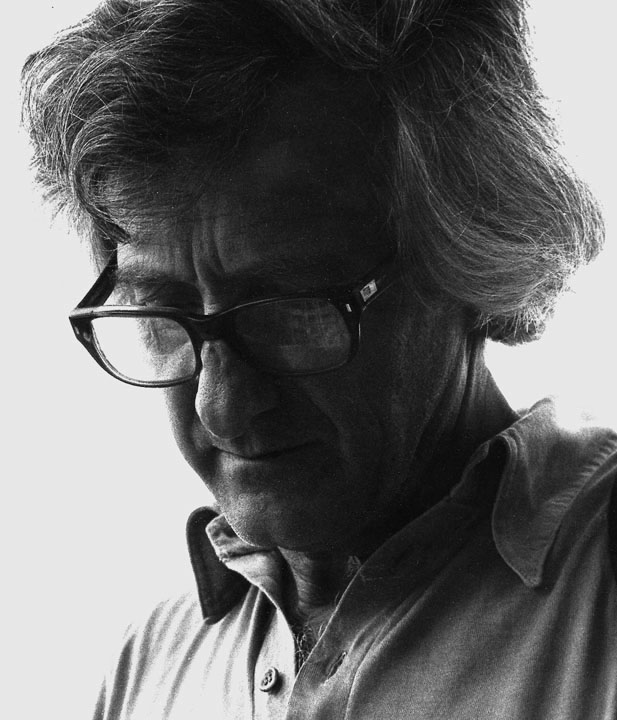
Marc Riboud

マルク・リブー（Marc Riboud, 1923年6月24日 - 2016年8月30日）は、フランスの写真家。報道写真（フォトジャーナリズム）の分野で20世紀を代表する写真家の一人。その作品は、世界各国の新聞・雑誌に掲載されている。

## 経歴
- リヨン生まれ。
- 10代半ばには写真を始める。
- 戦時中はレジスタンス運動を行う。
- 戦後、フリーランスとなる。
- 1953年にマグナムに参加（1955年には正会員）。
- 中国をはじめとして（写真家として中国を取材したのはリブーが初めてという、下記「何必館・京都現代美術館による紹介」のページを参照）、アジアの取材を多く行う。
- 1966年、1970年に海外記者クラブ賞。
- 1975年から1976年にかけてマグナム会長。
- 1980年にはマグナムの寄稿家となる。
- 2012年、ナダール賞を受賞。
- 2016年8月30日、病気のため死去[1]。93歳没。

## 代表作品
- エッフェル塔のペンキ工（1953年）
  - エッフェル塔の斜めの鉄骨の上に立ちペンキを塗る男の、あたかも踊っているかのような一瞬をとらえた作品
- ジャン・ローズ（1967年）
  - 左側に並ぶアメリカ兵の銃剣の列に対して、右側のその列のすぐ前で一輪の花を顔前に両手で掲げて立ち向かう一人の女性を写し取った作品。

いずれの作品も、下記「外部リンク」の「何必館・京都現代美術館」のページに掲載されている。

## 代表的写真集
- 「Three Banners of China」（1966）
- 「Face of North Vietnam」（1970）
- 「Visions of China」（1981）
- 「In China」（1996）

など

## 日本における展覧会
- マルク・リブ－展（1991年、銀座・松屋、PPS通信社）
- 時代の証言　Marc Riboud展（2012年、何必館・京都現代美術館）

なお、海外でも、ニューヨークの国際写真センター（IPC, International Center of Photography）、パリのヨーロッパ写真美術館（MEP, Maison Européenne de la Photographie）などで、写真展が開催されている。